# Taraxia
Taraxia je rod sjevernoameričkog bilja iz porodice vrbolikovki. Postoji svega četiri priznatih vrsta na zapadu SAD-a i Kanade.; trajnice

## Vrste
1. Taraxia breviflora (Torr. & A.Gray) Nutt. ex Small
2. Taraxia ovata (Nutt.) Small
3. Taraxia subacaulis (Pursh) Rydb
4. Taraxia tanacetifolia (Torr. & A.Gray) Piper